# Édouard de Rothschild
Édouard Etienne Alphonse de Rothschild (* Neuilly-sur-Seine, 27. prosinca 1957.), francuski pravnik i poduzetnik iz francuskog ogranka bogate bankarske obitelji Rothschild.
Rodio se kao jedino dijete u obitelji baruna Guya de Rothschilda (1909. – 2007.) i barunice Marie-Hélène van Zuylen van Nyevelt (1927. – 1996.). Ima polubrata Davida Renéa de Rothschilda (r. 1942.), rođenog u braku njegova oca s Alixom Herminom Schey de Koromla (1911. – 1982.).
Studirao je pravo na sveučilištu Panthéon-Assas u Parizu, a 1985. je diplomirao poslovnu ekonomiju na Stern School of Business na Sveučilištu u New Yorku.
U srpnju 2003. godine imenovan je predsjednikom uprave Rothschild & Cie Banque, privatne obiteljske banke koju su 1987. godine osnovali njegov polubrat David René i rođak Éric de Rothschild (r. 1940.). Odstupio je s položaja već u lipnju 2004. godine, ali je ostao predsjednik nadzornog odbora banke, dok se istovremeno posvetio poslovima koji nisu povezani s bankarskim sektorom. Do svibnja 2005. godine bio je član nadzornog odbora kompanije Imerys S.A., u kojoj su Rothschildovi većinski ili značajni dioničari od 1880. godine.
Vlasnik je udjela u vinogradarskom imanju Château Lafite-Rothschild. Naslijedio je konjsku farmu  Haras de Meautry u Normandiji te se bavi natjecanjima u konjičkim sportovima.

## Privatni život
Godine 1982. oženio je Mathilde Alexe Marie Christiane Coche de la Ferté (r. 1952.), no brak je završio razvodom.
Godine 1991. oženio je Arielle Marie Mallard (r. 1963.), s kojom ima četvero djece:
- David Raoul Guy de Rothschild (r. 1998.) (blizanac)
- Alienor Marie-Hélène Jacqueline de Rothschild (r. 1998.) (blizankinja)
- Ferdinand de Rothschild
- Louis de Rothschild